# Carlos Alberto dos Santos
Carlos Alberto dos Santos (* 2. Oktober 1955 in Tobias Barreto, Sergipe) ist ein brasilianischer Geistlicher und emeritierter römisch-katholischer Bischof von Itabuna.

Wappen von Carlos Alberto dos Santos

## Leben
Carlos Alberto dos Santos empfing am 21. Mai 1983 die Priesterweihe.
Papst Benedikt XVI. ernannte ihn am 15. Juni 2005 zum Bischof von Teixeira de Freitas-Caravelas. Der Erzbischof von Aracaju, José Palmeira Lessa, spendete ihm am 24. November desselben Jahres die Bischofsweihe; Mitkonsekratoren waren Antônio Eliseu Zuqueto OFMCap, Altbischof von Teixeira de Freitas-Caravelas, und João Maria Messi OSM, Bischof von Barra do Piraí-Volta Redonda. Als Wahlspruch wählte er PER MARIAM AD EUCHARISTIAM.
Papst Franziskus ernannte ihn am 1. Februar 2017 zum Bischof von Itabuna.
Am 30. Oktober 2024 nahm Papst Franziskus das vorzeitige Rücktrittsgesuch von Carlos Alberto dos Santos an.